# Stomoxys indicus
Stomoxys indicus är en tvåvingeart som beskrevs av François Picard 1908.
Stomoxys indicus ingår i släktet Stomoxys och familjen husflugor. Inga underarter finns listade i Catalogue of Life.